# Eritema infeccioso
El eritema infeccioso, también conocido como megaloeritema o 5.º enfermedad, es una enfermedad infecciosa producida por el virus de DNA Parvovirus B19, de la familia Parvoviridae.

## Transmisión
Es una enfermedad poco contagiosa. Las vías de contagio más frecuentes son respiratoria y transplacentaria. El contagio por fómites es poco frecuente, pero sí adquiere relevancia en guarderías.
El contagio es máximo 6-15 días postinfección (periodo de incubación). Como a partir del brote del exantema el niño deja de ser contagioso el aislamiento a partir de ese momento no tendrá sentido.

## Epidemiología
Máxima incidencia en niños de edad escolar desde 6-12 años. Predominio primavera verano.

## Cuadro clínico[3][4]
Periodo prodrómico: asintomático o clínica leve:
- No fiebre o febrícula
- Posible catarro leve
- Existe un cuadro típico en adolescentes que se describe más adelante.

Exantema (síntoma principal): Enfoca al diagnóstico porque es especialmente llamativo, aunque en la práctica clínica se suele confundir con urticaria.
- 1.ª fase (2-3 días): Se inicia con rubefacción facial eritematosa “en alas de mariposa” con aspecto de “mejillas abofeteadas o doble bofetada” respetando la zona central peribucal (triángulo nasolabial).
- 2.ª fase: Se extiende con rapidez a nalgas y extremidades proximales como un eritema macular difuso. Se trata de un exantema anular más prominente en las zonas de extensión. El aclaramiento central de las lesiones maculares da un aspecto reticulado (patrón reticular).
- 3.ª fase (1 mes): reaparición del exantema de la cara ante rayos solares, calor, ejercicio físico o llanto (por vasodilatación).

El exantema se resuelve de forma espontánea sin descamación (tiende a desaparecer y reaparecer durante) de 1 a 3 semanas.
Pueden aparecer otras manifestaciones relacionadas con la edad o los factores de riesgo:
- Artropatía: en adultos, sobre todo mujeres, poliartropatía aguda con o sin exantema. Buena evolución.
- Crisis de aplasia transitoria: en sujetos con enfermedad hemolítica crónica al ser un virus que actúa sobre los precursores pronormoblastos.
- Infección fetal: hidrops fetal y muerte intraútero.
- Síndrome papulo-purpúrico en guante y calcetín: fiebre, prurito y edema-eritema doloroso en extremidades distales con distribución característica.
- Descrito fundamentalmente en adultos jóvenes y adolescentes.
- Tras este eritema aparecen petequias en estas zonas y lesiones orales.
- Es un síndrome autolimitado, se resuelve en pocas semanas.[3][4]

## Complicaciones
En los niños sin enfermedad hematológica crónica ni inmunodeprimidos son excepcionales.Se ha asociado infección por parvovirus B19 con casos de PTI (púrpura trombocitopénica idiopática), miocarditis y afectación neurológica.
- En embarazos: abortos y muerte fetal.
- La primoinfección materna se asocia a un anasarca fetal no inmunitario (Hydrops foetalis no inmunológico) y muerte fetal intrauterina. A la paciente que le aparece la erupción (exantema) no le ocurrirá el hydrops foetalis pues son excluyentes. La enfermedad puede ocurrir por una sola de las dos modalidades clínicas: Con exantema o con aplasia medular (que es la que evoluciona al hydrops foetalis). Cuando va a desarrollarse la erupción ésta ocurre en el 100 % de esa modalidad.  A la madre que le va a ocurrir la variedad de hydrops foetalis le aparece una elevación de la alfa feto proteína. Embarazada con contacto de parvovirus y que no haga exantema, entonces hacer alfa feto proteína para vaticinar riesgo de hydrops. La enfermedad puede ocurrir por pequeñas epidemias cada 6 años. Cuando ocurre un caso, el siguiente deberá estar apareciendo entre 4 a 14 días después. Por lo general la enfermedad no repite ni se vuelve crónica. En la modalidad de aplasia medular fetal se destruyen sus glóbulos rojos y se produce una anemia muy grave. Si la sangre tiene buena cantidad de glóbulos rojos, tendrá una viscosidad tal que le proporcionará una velocidad determinada de circulación por las arterias (esta velocidad con que se mueve la sangre en las arterias se puede medir con un equipo de ecosonograma que tenga los botones para efectuar lo que se llama Doppler). Si la sangre es normalmente espesa tendrá una velocidad que dependerá del grado de atascamiento con que los glóbulos rojos se deslicen a través de las paredes arteriales. Tiene pocos glóbulos rojos, es decir está muy poco viscosa, poco espesa, muy diluida, entonces esta sangre irá más rápido por las arterias pues no habrá tanta fricción o roce para atascarse. Dicho de otro modo, si haciendo Doppler a las arterias fetales, se determina velocidad rápida es porque el feto tiene anemia importante. Ocurrido el hydrops foetalis, hidropesía con mucho líquido en el abdomen, pero fuera de los intestinos, hinchazón de cara y piel, entre otras cosas, la mortalidad fetal es alta, pero puede hacérsele una transfusión de sangre al feto, aun estando dentro del útero. La tecnología así lo permite. Si se le transfunde semanalmente el feto sobrevivirá y nacerá sano.
- En cambio, el riesgo de pérdida del feto después de la infección es 5 %.
- El mecanismo parece ser una aplasia eritrocitaria cuando la fracción eritroide del feto se está expandiendo con rapidez, lo que provoca una anemia profunda → IC de alto gasto → Anasarca fetal.

## Diagnóstico
Fundamentalmente clínico, por las características del exantema. Solo en casos específicos se utiliza la IgM específica, que aparece con rapidez y persiste 6-8 semanas.

## Tratamiento
- Sintomático (evitar factores desencadenantes de 3.ª fase).
- Tratamiento de las complicaciones.
- Los niños pueden ir al colegio (el exantema es un fenómeno inmunitario postinfeccioso).
- No existe profilaxis.

## Historia
Fue descrita por Anton Tschamer, en 1799 como una variante de la rubéola, identificada como una condición distinta en 1896 por T. Escherich, a la que le dio el nombre de "eritema infeccioso" en 1899.